# Hüti (Mõniste)
Hüti – wieś w Estonii, w prowincji Võru, w gminie Mõniste.